# Raphaël Saller
Raphaël Saller, né le 29 septembre 1899 à Le Marin (Martinique), mort le 17 août 1976 à Neuilly-sur-Seine, est un haut fonctionnaire colonial et homme politique français, sénateur de la quatrième République, député de Côte d'Ivoire, sénateur de la Communauté et premier ministre de l'Economie et des Finances de Côte d'Ivoire.

## Formation et carrière dans l'administration coloniale
Né en Martinique à Le Marin le 29 septembre 1899, il étudie au lycée Victor Schœlcher à Fort-de-France où il obtient un baccalauréat ès sciences. Il intègre l'administration coloniale en septembre 1920, comme commis de troisième classe des affaires indigènes. Admis à l'École coloniale en 1927, il devient administrateur-adjoint de 3e classe en 1928. Il est nommé en Guinée, Côte d'Ivoire puis Cameroun. En poste à la direction des finances au Cameroun lorsque la Seconde Guerre mondiale éclate, il devient délégué du colonel Leclerc en août 1940.
En 1943, il est promu gouverneur et nommé en Côte française des Somalis par la France libre ; il prend son poste le 22 juin. En mars 1944, il devient directeur de cabinet de René Pleven, alors commissaire aux Colonies à Alger, puis directeur du plan de mise en valeur des colonies françaises au ministère de la France d'Outre-Mer à Paris en 1945.

## Carrière politique

### Sénateur de la quatrième République
Il est élu au Conseil de la République le 14 novembre 1948, pour le deuxième collège de Guinée, avec 17 voix sur 26, face au conseiller de la République sortant Fodé-Mamadou Touré. Il rejoint l'intergroupe gaulliste au sein du groupe du Rassemblement des gauches républicaines (RGR). Il siège aux commissions de la France d'outre-mer et des affaires étrangères ainsi qu'à celle des finances. Il siège également aux commissions chargées du suivi du traité de la Communauté européenne du charbon et de l'acier et du deuxième plan de modernisation et d'équipement de 1953 à 1955, puis à la commission de la reconstruction et de la presse à partir de 1955.
Rapporteur de la commission des finances, ses interventions portent principalement sur les budgets successifs de la France d'outre-mer. En 1954, il est également rapporteur des commissions de la France d'outre-mer sur l'ouverture de crédits en vue de la commémoration de la présence française en Nouvelle-Calédonie, et des affaires étrangères sur le protocole signé entre l'Ethiopie et la France.
En 1952, il quitte le groupe RGR pour présider le groupe des indépendants d'outre-mer (IOM). Il se présente au renouvellement de son mandat de sénateur de Guinée le 19 juin 1955, mais il est battu par le candidat socialiste Fodé Mamadou Touré.
Il est nommé à l’Assemblée consultative du Conseil de l’Europe en 1952.

### En Côte d'Ivoire

#### Parlementaire
Il poursuit alors sa carrière politique en Côte d'Ivoire comme député à l'Assemblée législative puis à l'Assemblée nationale, jusqu'en novembre 1960. Le 27 avril 1959, délégué par l'Assemblée législative, il devient également sénateur de la Communauté, membre du groupe de l'Alliance pour l'unité de la Communauté et Gauche démocratique. Il y membre de la commission des affaires financières et du plan. Son mandat de sénateur se termine le 16 mars 1961.

#### Au gouvernement
En mai 1957, Raphaël Saller est nommé ministre du plan au sein du gouvernement dirigé par le gouverneur Ernest De Nattes, puis il est reconduit dans ses fonctions dans le gouvernement dirigé par le président du Conseil Auguste Denise à partir du 26 juillet 1956.
Lorsque Félix Houphouët-Boigny est nommé premier ministre, il est nommé ministre des Finances, des Affaires économiques et du Plan le 5 mai 1959. Après l'indépendance, il est reconduit à ce poste au sein du premier gouvernement de la Première République, qu'il conservera jusqu'en janvier 1966.

## Décorations
- Médaille de la Résistance française
- Chevalier de l'ordre national de la Légion d'honneur (1946)